# Torsten Hofmann
Torsten Hofmann (* 1966 in Görlitz) ist ein deutscher Opernsänger (Tenor). 

## Leben
Hofmann begann seine musikalische Ausbildung im Dresdner Kreuzchor. Nach dem Gesangsabschluss in Berlin folgten Engagements an die Landesbühnen Sachsen Radebeul, die Staatsoperette Dresden, die Deutsche Oper am Rhein in Düsseldorf und die Württembergische Staatsoper Stuttgart. 
In den letzten Jahren war er unter anderem als Pedrillo (Die Entführung aus dem Serail), David (Die Meistersinger von Nürnberg), Steuermann (Der fliegende Holländer), Mime (Das Rheingold und Siegfried), Tichon (Katja Kabanova), Wenzel (Die verkaufte Braut), Valzacchi (Der Rosenkavalier), Brighella (Ariadne auf Naxos), Hauptmann, Andres (Wozzeck), Buckliger (Die Frau ohne Schatten) und Knusperhexe (Hänsel und Gretel) zu erleben. 
Er hat zudem regelmäßig Auftritte als Konzertsänger, besonders in den großen Passionsmusiken. Gastspiele führten ihn an Opern- und Konzerthäuser in Essen, Wiesbaden, Dortmund, Köln, Düsseldorf, München, Hannover, Berlin, Dresden, Prag, Neapel, Gent, Antwerpen, Madrid, Savonlinna und Amsterdam.